# Antonio Tiberio
Antonio Tiberio (Tollo, 15 gennaio 1946 – Chieti, 7 maggio 2022) è stato uno psicologo e scrittore italiano.
Professore ordinario di Principi e Fondamenti del Servizio Sociale presso l'Università "Guglielmo Marconi" di Roma, all'attività accademica ha affiancato quella di studioso delle scienze psicologiche e sociali, saggista ed editorialista. Tra le sue opere più note il Dizionario del sociale (2001), tra quelle più recenti Principi, valori e fondamenti del servizio sociale (2015), I Servizi Sociali. Guida per psicologi e operatori sociali (2015) e Empatia. Guida per psicologi e assistenti sociali (2017). Ha inoltre collaborato con la magistratura, occupandosi di pedofilia e violenza su minori in qualità di magistrato onorario, fornendo strumenti di supporto e aiuto a diverse vittime sofferenti.

## La carriera accademica e l'attività di ricerca
Laureatosi in Scienze Sociali presso l'Università Ca'Foscari di Venezia, ha portato avanti i suoi studi sulle abilità relazionali e ha esteso la sua attività di ricerca all'intero settore sociale e alle relazioni d'aiuto. In particolare ha applicato il rapporto empatico in ambito socio-sanitario e relazionale nonché, per la prima volta in Italia, nei vari settori della scuola e addirittura del lavoro.
In una classe con più empatia tra gli allievi e tra allievi e professori ha trovato meno conflitti, meno assenze e miglior rendimento didattico, con maggiori risultati.
Per quanto riguarda il settore del lavoro, ha applicato l'empatia, particolarmente, ai casi di separazione e divorzio, nei quali, con un buon rapporto empatico, ha riscontrato maggiore facilitazione nella risoluzione dei conflitti.
È stato autore di numerosi libri e pubblicazioni sia in ambito strettamente sociale sia sull'empatia, la comunicazione, le abilità relazionali e le separazioni/divorzi.

## La teoria dell'empatia
Il termine empatia deriva dalla traduzione del termine inglese empathy, coniato da Edward Titchener, nel 1909, come traduzione del termine tedesco Einfühlung, introdotto in psicologia da Theodor Lipps. Le idee di Lipps sull'empatia derivavano da un'ampia letteratura esistente, e questo è chiaramente dimostrato dal fatto che, allo stesso tempo e in modo indipendente, nel 1897, Vernon Lee aveva sviluppato una propria teoria dell'empatia. L'empatia risulta, fino al primo decennio del novecento, un concetto di interesse ancora legato alla filosofia estetica, ma con gli scritti di autori come Titchener, Scheler e Stein diviene oggetto di una riflessione di ordine differente. Vischer e Lipps riferivano l'empatia anche agli oggetti inanimati come, ad esempio, un'opera d'arte, mentre in psicologia il termine è riferito esclusivamente alle relazioni umane. Letteralmente empatia significa "sentire dentro" in quanto em indica in o dentro. Il termine non indica semplicemente il mettersi nei panni dell'altro, ma, più esattamente, è sinonimo di comprensione profonda dell'altro, delle sue emozioni e dei suoi significati di riferimento più profondi.
Quando Tichener coniò il termine empathy dal tedesco (servendosi del greco) voleva indicare un'identificazione talmente profonda con un altro essere fino a provarne i sentimenti o ad agirli mentalmente. Egli, infatti, scriveva che non solo si potevano vedere le manifestazioni dei sentimenti come la serietà, la modestia, l'orgoglio, la cortesia e così via, ma che queste espressioni dei sentimenti potevano essere agite o sperimentate con i "muscoli della mente".
Secondo Antonio Tiberio l'empatia è una capacità umana che si sviluppa a partire dalla prima infanzia con l'acquisizione delle competenze relazionali di base e con la capacità di assunzione di ruolo. Si tratta di una capacità che è costituita da componenti affettive e cognitive. Per questo motivo è possibile parlare di empatia affettiva ed empatia cognitiva come se si trattasse di capacità separate. L'empatia è suscettibile di apprendimento attraverso adeguati training di addestramento, e un maggiore o minore sviluppo della capacità empatica può dipendere da svariati fattori, non ultimi quelli relativi alle relazioni familiari, all'educazione e allo sviluppo normale della personalità. La comprensione empatica di un altro individuo attraverso l'esercizio di questa capacità implica lo svolgersi di un processo che segue tipicamente alcune fasi:
1. percezione dei messaggi verbali e non verbali dell'altra persona
2. comprensione accurata del messaggio dell'altro
3. esperienza della propria risposta somatica al messaggio dell'altro
4. separazione dei sentimenti condivisi con l'altro da quelli sperimentati da solo
5. comunicazione accurata dei sentimenti sperimentati con messaggi verbali e non verbali comprensibili e congruenti

Insieme ad altre competenze relazionali di base, quali il rispetto, la cordialità, la concretezza e così via, è uno dei fattori
più potenti per la facilitazione del rapporto interpersonale nelle relazioni d'aiuto. Il concetto di empatia trova una larga applicazione in tutti quei settori (psicoterapia, scuola, medicina, lavoro sociale e così via) dove risulta essenziale una relazione umana significativa.
In psicoterapia trova un largo utilizzo soprattutto in seguito all'importanza attribuitale da C. R. Rogers. Egli, infatti, la considerava uno dei fattori di cambiamento più potenti nell'ambito delle relazioni d'aiuto. L'ipotesi principale di questo approccio, definito "centrato sulla persona", può essere enunciata brevemente: gli individui hanno in sé stessi ampie risorse per auto-comprendersi e per modificare il concetto di sé, gli atteggiamenti di base e gli orientamenti comportamentali. Queste risorse emergono quando viene fornito un clima definibile di atteggiamenti psicologici facilitanti.
Vi sono tre condizioni che devono essere presenti affinché si stabilisca un clima che determini la crescita:
- genuinità
- considerazione positiva incondizionata
- empatia (comprensione empatica)

In questa teoria è considerato il fattore probabilmente più potente nell'apportare trasformazioni e apprendimento in una relazione. Essa ha potere curativo per se stessa ed è un legame umano essenziale tra le persone. Essere empatici significa percepire lo schema di riferimento interiore di un altro con accuratezza e con le componenti emozionali e di significato ad esso pertinenti, come se una sola fosse la persona, ma senza mai perdere di vista questa condizione di "come se".
I risultati di un atteggiamento empatico sono positivi anche in altri settori professionali quali le relazioni medico-paziente o docente-alunno. È stato dimostrato che gli studenti con insegnanti altamente empatici, confrontati con i colleghi delle classi con insegnanti con un basso livello di empatia, presentano:
- a) meno giorni di assenza
- b) un'accresciuta positività del concetto di sé
- c) meno atti di vandalismo
- d) meno problemi di disciplina

I professionisti che operano nell'ambito dei servizi sociali sono consapevoli che l'empatia è il legame sostanziale delle relazioni umane, attraverso il quale trasmettono la propria cultura e la propria umanità. Il sapere che le persone sperimentano sentimenti simili e condividono gli stessi bisogni costituisce le basi per la fiducia e la relazione con gli altri. Gli operatori del sociale sanno bene che l'empatia è un mezzo fondamentale per favorire la crescita e il cambiamento.
Questa asserzione è un postulato fondamentale delle professioni d'aiuto derivato dall'esperienza. Per gli operatori, infatti, l'empatia non è un concetto astratto ma, al contrario, una modalità concretamente collegata alla tecnica e alla professionalità. Nell'attività dell'assistente sociale è particolarmente importante un atteggiamento correttamente empatico, proprio al fine di favorire il compito che rientra nella specifica mission di questa figura professionale, cioè salvaguardare la salute globale della persona e prendere in considerazione la domanda dell'utente nella sua globalità.
Si comprende come, riferendosi alla soggettività dell'operatore assistente sociale, l'incontro con l'utenza sia portatore di diversi livelli di complessità che riguarda i bisogni, le motivazioni e le ideologie del professionista. Risulta utile, quindi, applicare ai Servizi sociali la proposta di questo modello di intervento empatico, proprio perché evidenzia l'importanza di sgombrare il campo da premesse mentali che siano caratterizzate da una focalizzazione difensiva su se stessi, invece che da un orientamento verso gli altri. L'incontro con il disagio, la sofferenza o la patologia può avere effetti evocanti delle difficoltà che ogni persona attraversa nel corso del proprio ciclo vitale, oppure può fare risuonare intensamente emozioni ed esperienze passate. Si possono produrre, così, effetti destabilizzanti nell'operatore e di cronicizzazione dei problemi dell'utente.
Un operatore che non riesca ad utilizzare le capacità empatiche come uno strumento di lavoro, senza restarne invischiato, rischia di avviarsi a una carriera di infelicità ed assumersi ruoli, come quello del salvatore o del farsi carico di problemi altrui per espiare chissà quali colpe, che utilizzano meccanismi transferali e difensivi piuttosto che l'empatia. Le azioni formative dovrebbero essere mirate, quindi, a stimolare negli allievi il desiderio di confrontarsi e conoscere se stessi e la propria mission, attivando processi di riflessione sul proprio modo di essere.
Solo un modo di essere veramente empatico potrà favorire il riconoscimento nell'utente e nel suo contesto di vita, non solo delle carenze, per colmarle attraverso interventi assistenziali, ma anche delle risorse, per affiancarsi al soggetto senza sostituirlo e aiutarlo a riappropriarsi delle proprie competenze.
Spessi gli assistenti sociali sono chiamati dai servizi del territorio ad operare in situazioni che rivestono carattere di urgenza e che sollecitano le risorse personali del professionista, soprattutto dal punto di vista emotivo. L'urgenza di situazioni acute può limitare l'attenzione dell'assistente sociale a interventi immediati, dove l'assistenza materiale e la procedura burocratica occupano tutta la sua attenzione, determinando un'importanza secondaria dell'interazione interpersonale. Così, a volte, la scena interiore è occupata esclusivamente dall'obiettivo di erogare il tale contributo alla famiglia, dalla relazione al giudice, dalla preoccupazione di dover affrontare una situazione familiare violenta. Non è difficile in questi casi perdere di vista l'obiettivo di essere empatici, presi dalla speranza di arrivare a più presto alla fine della giornata.